# Leptodexia gracilis
Leptodexia gracilis är en tvåvingeart som beskrevs av Townsend 1919. Leptodexia gracilis ingår i släktet Leptodexia och familjen parasitflugor.
Artens utbredningsområde är Peru. Inga underarter finns listade i Catalogue of Life.